# Anga socken
Anga socken ingick i Gotlands norra härad, ingår sedan 1971 i Gotlands kommun och motsvarar från 2016 Anga distrikt.
Socknens areal är 30,49 kvadratkilometer, varav 30,48 land. År 2020 fanns här 107 invånare. Sockenkyrkan Anga kyrka ligger i socknen. 

## Administrativ historik
Anga socken har medeltida ursprung. Socknen tillhörde Kräklinge ting som i sin tur ingick i Kräklinge setting i Medeltredingen.
Vid kommunreformen 1862 övergick socknens ansvar för de kyrkliga frågorna till Anga församling och för de borgerliga frågorna bildades Anga landskommun. Landskommunen inkorporerades 1952 i Romaklosters landskommun och ingår sedan 1971 i Gotlands kommun. Församlingen uppgick 2007 i Östergarns församling.
1 januari 2016 inrättades distriktet Anga, med samma omfattning som församlingen hade 1999/2000.  
Socknen har tillhört samma fögderier och domsagor som Gotlands norra härad. De indelta båtsmännen tillhörde Gotlands första båtsmanskompani.

## Geografi
Anga socken ligger på Gotlands östkust. Socknen består i södra delen av skogsmark och i norra delen till stor del av myrmarker.

### Gårdsnamn
Angelbjärs, Annexen, Bendes, Boters, Båticke, Eriks, Fjäle, Hemmungs, Liffride, Stenstugu, Suderbys, Änggårde, Österby.

## Fornlämningar
Sliprännor i fast häll och i block finns i socknen. Från bronsåldern finns gravrösen, från järnåldern finns gravfält och stensträngar. Trullhalsars gravfält rymmer skeppssättningar och domarringar. En runristning är känd.

## Namnet
Namnet (1300-talet Angum) kan innehålla  anger, 'trång' med oklar tolkning.

## Befolkningsutveckling
| Befolkningsutvecklingen i Anga socken 1750–2020 | Befolkningsutvecklingen i Anga socken 1750–2020 | Befolkningsutvecklingen i Anga socken 1750–2020 | Befolkningsutvecklingen i Anga socken 1750–2020 | Befolkningsutvecklingen i Anga socken 1750–2020 |
| --- | ----------------------------------------------- | ----------------------------------------------- | ----------------------------------------------- | ----------------------------------------------- |
| |                                                 |                                                 |                                                 |                                                 |
| År |                                                 |                                                 | Folkmängd                                       |                                                 |
| 1750 | 1750                                            |                                                 | 145                                             |                                                 |
| 1760 | 1760                                            |                                                 | 141                                             |                                                 |
| 1769 | 1769                                            |                                                 | 156                                             |                                                 |
| 1780 | 1780                                            |                                                 | 164                                             |                                                 |
| 1790 | 1790                                            |                                                 | 155                                             |                                                 |
| 1800 | 1800                                            |                                                 | 189                                             |                                                 |
| 1810 | 1810                                            |                                                 | 188                                             |                                                 |
| 1820 | 1820                                            |                                                 | 220                                             |                                                 |
| 1830 | 1830                                            |                                                 | 247                                             |                                                 |
| 1840 | 1840                                            |                                                 | 286                                             |                                                 |
| 1850 | 1850                                            |                                                 | 293                                             |                                                 |
| 1860 | 1860                                            |                                                 | 357                                             |                                                 |
| 1870 | 1870                                            |                                                 | 377                                             |                                                 |
| 1880 | 1880                                            |                                                 | 328                                             |                                                 |
| 1890 | 1890                                            |                                                 | 296                                             |                                                 |
| 1900 | 1900                                            |                                                 | 288                                             |                                                 |
| 1910 | 1910                                            |                                                 | 263                                             |                                                 |
| 1920 | 1920                                            |                                                 | 269                                             |                                                 |
| 1930 | 1930                                            |                                                 | 266                                             |                                                 |
| 1940 | 1940                                            |                                                 | 254                                             |                                                 |
| 1950 | 1950                                            |                                                 | 215                                             |                                                 |
| 1960 | 1960                                            |                                                 | 167                                             |                                                 |
| 1970 | 1970                                            |                                                 | 120                                             |                                                 |
| 1980 | 1980                                            |                                                 | 131                                             |                                                 |
| 1990 | 1990                                            |                                                 | 113                                             |                                                 |
| 2000 | 2000                                            |                                                 | 90                                              |                                                 |
| 2010 | 2010                                            |                                                 | 109                                             |                                                 |
| 2020 | 2020                                            |                                                 | 107                                             |                                                 |
| Anm: Källor: Umeå universitet - Tabellverket 1749-1859, Demografiska databasen, CEDAR, Umeå universitet, Befolkningsutvecklingen i Gotlands socknar 2000 - 2010, Folkmängden per distrikt, landskap, landsdel eller riket efter kön. År 2015 - 2022. |                                                 |                                                 |                                                 |                                                 |

### Fotnoter
1. 1 2  Svensk Uppslagsbok andra upplagan 1947–1955: Anga socken
2. ↑  ”Folkmängden per distrikt, landskap, landsdel eller riket efter kön. År 2015 - 2022”. Statistikdatabasen. Statistiska centralbyrån. http://www.statistikdatabasen.scb.se/pxweb/sv/ssd/START__BE__BE0101__BE0101A/FolkmangdDistrikt/. Läst 23 april 2023.
3. ↑  Harlén, Hans; Harlén Eivy (2003). Sverige från A till Ö: geografisk-historisk uppslagsbok. Stockholm: Kommentus. Libris 9337075. ISBN 91-7345-139-8
4. ↑  ”Församlingar”. Statistiska centralbyrån. https://www.scb.se/hitta-statistik/regional-statistik-och-kartor/regionala-indelningar/forsamlingar/. Läst 30 december 2022.
5. ↑  Administrativ historik för Anga socken (Klicka på församlingsposten). Källa: Nationella arkivdatabasen, Riksarkivet.
6. ↑  Om Gotlands båtsmanskompani
7. 1 2  Sjögren, Otto (1931). Sverige geografisk beskrivning del 2 Östergötlands, Jönköpings, Kronobergs, Kalmar och Gotlands län. Stockholm: Wahlström & Widstrand. Libris 9939
8. 1 2 3  Nationalencyklopedin
9. ↑  Förteckning över slipskåror
10. ↑  Fornlämningar, Statens historiska museum: Anga socken
11. ↑  Fornminnesregistret, Riksantikvarieämbetet: Anga socken Fornminnen i socknen erhålls på kartan genom att skriva in sockennamn (utan "socken") i "Ange geografiskt område"
12. ↑  Mats Wahlberg, red (2003). Svenskt ortnamnslexikon. Uppsala: Institutet för språk och folkminnen. Libris 8998039. ISBN 91-7229-020-X. https://isof.diva-portal.org/smash/get/diva2:1175717/FULLTEXT02.pdf